# Сёй (издательство)
Сёй (фр. Éditions du Seuil) — одно из крупнейших издательских объединений Франции. Основанное в 1935 году, изначально издательство было ориентировано на публикацию религиозной литературы, но постепенно расширило сферу деятельности и в настоящее время выпускает широкий спектр изданий, от художественной и документальной литературы до словарей и энциклопедий.

## История
Издательство «Сёй» было основано в 1935 году аббатом Жаном Плакваном и его последователем Хенри Сьобергом. Сьоберг (в чьём доме на улице Парк Монсури изначально находилось издательство) опубликовал две книги: сборник собственных стихотворений и «Учебник христианской жизни» для детей, написанный Плакваном. Он же дал издательству название «Сёй» (фр. seuil — порог), подразумевая тот символический порог, который отделяет ещё не опубликованных писателей от уже известных. Кроме того, название, как то следует из письма Плаквана Сьобергу от 28 декабря 1934 года, метафорически отражало христианскую направленность издательства: 

Порог — в этом слове волнение, с которым выходишь в путь и с которым достигаешь цели. И ещё порог — это ступенька, которую мы вновь воздвигаем перед вратами Церкви, чтобы те, кто блуждал вокруг, смогли войти.
Оригинальный текст (фр.)Le seuil, c'est tout l'émoi du départ et de l'arrivée. C'est aussi le seuil tout neuf que nous refaisons à la porte de l'Église pour permettre à beaucoup d'entrer, dont le pied tâtonnait autour.

В 1937 году, из-за болезни, Сьоберг передал руководство издательством Полю Фламану (1909—1998) и Жану Барде (1910—1983). Будучи католиками, они стремились, вслед за их духовным лидером Плакваном, помочь французскому обществу преодолеть «цивилизационный кризис» и указать ему «третий путь» развития, отличный как от капитализма, так и от коммунизма.
Вначале издательство, располагавшееся с 1937 года на улице Пуатевен, выпускало не более пяти книг в год, в основном религиозного характера. В военные годы, с 1940 по 1943, его деятельность временно прекратилась. В 1945 году издательство подписало договор с Эммануэлем Мунье, директором серии «Эспри», выходившей ранее в издательствах «Обье» и «Галлимар». Отныне эту серию выпускает «Сёй», публикуя в ней, в числе прочего, сочинения иезуитов, в том числе Тейяра де Шардена.
1 октября 1945 года издательство приобрело небольшой особняк на улице Жакоб, 27, в котором ранее жил Энгр. Серия «Эспри» пользовалась всё большим успехом, в ней отныне выходят эссе и романы; кроме того, издательство начало выпускать несколько новых серий. В одной из них — «Don des langues» («Дар языков») — публиковалась поэзия на двух языках, в том числе стихотворения Элиота, Рильке и русских поэтов в переводе Армана Робера. Первой книгой, опубликованной издательством и отмеченной литературной премией, стал роман Жана Кейроля «Я буду жить любовью других», получивший в 1947 году премию Ренодо. Однако самым большим успехом стала публикация романов итальянского писателя Джованнино Гуарески о священнике доне Камилло, издававшихся на протяжении нескольких лет и принёсших издательству немалый доход.
В 1950-х годах «Сёй», приобретя известность как издательство, специализирующееся на гуманитарной и духовной литературе, постепенно начал ориентироваться на публикацию французской и зарубежной художественной литературы. В этот период в издательстве публикуются крупные современные писатели и теоретики литературы, в том числе Ролан Барт и Филипп Соллерс. Создаются новые серии, в том числе африканской литературы; издательство активно поддерживает политику деколонизации, публикуя произведения Франца Фанона, Эме Сезера, Леопольда Сенгора, Пьера-Анри Симона и других. В 1957 году опубликованный издательством роман Эдуарда Глиссана «Трещина» получил премию Ренодо; в 1959 году роман Андре Шварц-Барта «Последний из праведников» был отмечен Гонкуровской премией.
С 1960-х годов «Сёй» начал масштабно издавать иностранную литературу, в первую очередь переводы с английского и немецкого. В числе публикуемых авторов были такие имена, как Роберт Музиль, Джон Апдайк, Джузеппе ди Лампедуза, Эрнесто Сабато, Итало Кальвино, Джон Ирвинг, Габриэль Гарсиа Маркес, Жозе Сарамаго, Йозеф Рот, Александр Солженицын и др. Кроме того, публиковались произведения писателей французского авангарда, выпускались тематические серии «Политика» (с 1966 года), «Поэтика» (с 1970 года, возглавлялась Жераром Женеттом и Цветаном Тодоровым) и ряд других.
К середине 1970-х годов «Сёй» стал крупным и прибыльным предприятием. В 1977 году количество опубликованных авторов достигло пятисот (в том числе около ста иностранных; в 1979 количество изданных наименований приблизилось к четырём тысячам. Многие романы, выпущенные издательством в 70-е годы, стали лауреатами таких престижных премий, как премия Медичи, Ренодо, Фемина, Гонкуровская, Интералье. К концу десятилетия «Сёй» считался вторым французским издательством после «Галлимара».
В 1979 году, когда католики Фламан и Барде ушли на пенсию, издательство возглавил приверженец ислама Мишель Ходкевич. С его приходом обновился издательский состав, а в каталоге публикуемых авторов появились новые имена, в том числе Эли Визель и Тахар Бен Джеллун. Издательство запустило новые книжные серии, в том числе, начиная с 1981 года, серию Hautes Études, посвящённую гуманитарным и социальным наукам и издаваемую совместно с «Галлимаром». Количество литературных премий, получаемых опубликованными издательством книгами, продолжало возрастать.
В 1989 году Мишеля Ходкевича сменил на посту главного директора Клод Шерки. Спектр издаваемой литературы значительно расширился за счёт книг для детей и юношества, практических пособий, детективного жанра, подарочных изданий и аудиовизуальной продукции. Само издательство также продолжало расти и расширяться, создавая новые филиалы и ассоциации.
В 2004 году «Сёй» выкупила издательская группа Ла Мартиньер. Место Клода Шерки занял Паскаль Фламан, внук Поля Фламана, но уже в 2005 году его сменил Эрве де ла Мартиньер, а в 2006 — Дени Жамбар. В течение нескольких лет в издательстве не прекращались трения и кадровые перестановки. В 2010 году издательство покинуло историческое здание на улице Жакоб и переехало в новое помещение в коммуне Монруж, что было вызвано необходимостью сгруппировать все многочисленные издательства группы Ла Мартиньер на одной общей площади. С 2018 года «Сёй» возглавляет Юг Жаллон.